# 巴爾坎州
40°0′N 55°0′E / 40.000°N 55.000°E
巴爾坎州是土庫曼斯坦西部的一個州，南臨伊朗，西臨裡海，北接哈薩克斯坦，東鄰烏茲別克斯坦。面積138,000平方公里，人口424,700人。首府巴爾坎納巴德，其他主要城市有土庫曼巴希。下分6縣7市。